# إيان والتون
إيان والتون (بالإنجليزية: Ian Walton)‏ هو لاعب كرة قدم بريطاني في مركز الوسط، ولد في 17 أبريل 1958 في جوول في المملكة المتحدة. لعب مع غريمسبي تاون.